# Hidulfo de Tréveris
Hidulfo (también conocido como Hildulfo, Hidulfus, Hidulphus, Hiduiphus, Hidulphe, Hydulphe) (f. 707) fue una abad benedictino, fundador de la abadía de Moyenmoutier, obispo de Tréveris. 
Crónicas contemporáneas afirman que no fue obispo diocesano ni abad de la abadía Saint-Dié en Francia. Su festividad se celebra en el 11 de julio en la iglesia católica y en la ortodoxa.